# あたご (護衛艦)
あたご（ローマ字：JS Atago, DDG-177）は海上自衛隊の護衛艦。イージス艦に分類されるあたご型護衛艦の1番艦。艦名は京都府の愛宕山に因み、日露戦争期に活躍した摩耶型砲艦3番艦「愛宕」、天城型巡洋戦艦4番艦「愛宕」、高雄型重巡洋艦2番艦「愛宕」に続き、日本の艦艇としては4代目。
本記事は、本艦の艦暦について主に取り扱っているため、性能や装備等の概要についてはあたご型護衛艦を参照されたい。

## 艦歴
「あたご」は中期防衛力整備計画に基づく平成14年度計画7700トン型護衛艦2317号艦として、三菱重工業長崎造船所で2004年4月5日に起工された。2005年8月24日に同造船所において挙行された命名・進水式において、防衛庁長官（防衛庁副長官今津寛代読）により「あたご」と命名され、進水した。2006年5月17日に海上公試を開始。2007年3月15日に就役し、第3護衛隊群第63護衛隊に編入され、舞鶴に配備された。同年10月25日からイージスシステムの装備認定試験（SQT）のため、米国ハワイに派遣。その帰国途上の2008年2月19日に野島崎（千葉県南房総市）沖において漁船「清徳丸（せいとくまる）」との衝突事故が発生した。
2008年3月26日、護衛隊改編に伴い第3護衛隊群第3護衛隊に編入された。
同年9月14日午前6時56分に、豊後水道の領海内で、国籍不明の潜水艦らしいペリスコープ（潜望鏡）を発見し、アクティブソーナーによる追尾を実施したが、同日午前8時40分頃に失探した。
2009年6月9日から7月30日の間、米国派遣訓練に参加。
2010年5月16日、RIMPAC2010に参加するため護衛艦「あけぼの」と共に横須賀から出航。RIMPACに先立ち、6月9日から6月19日までカナダ・ビクトリアに寄港、6月12日、エスカイモルト湾で実施されたカナダ海軍創立100周年記念国際観艦式に参加した。6月22日にパールハーバーに到着し、8月1日までハワイ周辺海域で訓練を実施。8月16日、横須賀に入港した。
2012年12月10日、アメリカ国防総省は議会に対して日本向けに最新のミサイル防衛システムの売却を通知した。「あたご」および同型艦の「あしがら」に適用される見込みとなった。
2013年6月10日から26日まで米国カリフォルニア州キャンプ・ペンデルトンおよびサンクレメンテ島にて実施される統合訓練「ドーンブリッツ13」に初めて参加した(これは元々、米軍単独で行われていた訓練だった)。「あたご」は、主に艦隊防空、並びに主隊着上陸前の対地支援射撃を行ったといわれる。他に護衛艦「ひゅうが」、輸送艦「しもきた」が、陸上自衛隊からは西部方面普通科連隊と西部方面航空隊ほかも参加している。
2016年7月から定期検査とBMD（弾道ミサイル防衛）能力付与のため、JMU舞鶴事業所に長期入渠する。
2017年6月、JMU横浜事業所磯子工場に回航し、改修の最終調整と同時に次期イージスシステム搭載のミサイル護衛艦の艤装に向け、ノウハウを取得する工事を同年末まで行った。
2018年9月12日（現地時間11日）、ハワイ諸島カウアイ島から発射された模擬弾道ミサイル標的に対して、SM3ブロック1Bミサイルを発射して大気圏外で命中させて迎撃に成功し、イージス弾道ミサイル防衛システムの能力を保有を確認した。
2019年9月17日から9月29日および10月15日から10月23日までの間、 関東南方から沖縄周辺を経て九州西方へ至る海空域において日豪共同訓練（日豪トライデント）を実施する。海自からは本艦のほか、護衛艦「はるさめ」、「てるづき」、「あさひ」、補給艦「ましゅう」およびP-1哨戒機又はP-3C哨戒機と潜水艦が、オーストラリア海軍からは艦艇および潜水艦が参加し、 各種戦術訓練を実施する。
2021年4月6日、海上保安庁と合同で、不審船に係る共同対処訓練を実施した。ほかに参加したのは、海上自衛隊からミサイル艇「うみたか」、およびSH-60K哨戒ヘリコプター2機、海上保安庁から巡視船「ほたか」、ボンバル300型航空機1機。訓練では、海上自衛隊のゴムボートが不審船役となり美浜原発方向に航行、これをボンバル300およびSH-60Kが発見通報し「うみたか」が追尾、その後「ほたか」に引継ぎを行い、発光・汽笛信号等により停船させた。訓練中一連の流れは映像伝送システムにより海自本省・海保本庁に共有された。またこれら全般を、並走する「あたご」から海自・海保の幹部が視察した。
2022年、低視認性塗装（ロービジビリティー Low-visibility 略してロービジとも）へ塗装変更。その内容としては、煙突頂部の汚れを目立たなくするための黒帯の廃止、艦番号及び艦名の灰色化かつ無影化、飛行甲板上の対空表示（航空機に対し艦番号下2桁を表示するための塗装）の消去。
2023年2月22日、日本海において日米韓共同訓練に参加した。米海軍駆逐艦「バリー」、韓国海軍駆逐艦「セジョン・デワン」が参加し、弾道ミサイル情報共有訓練を含む各種戦術訓練を実施した。
同年3月18日、日本海において、米海軍駆逐艦「ミリウス」と弾道ミサイル情報共有訓練を含む各種戦術訓練を実施した。同年4月17日、日本海において日米韓共同訓練に参加した。米海軍駆逐艦「ベンフォールド」、韓国海軍駆逐艦「ユルゴク・イ・イ」が参加し、弾道ミサイル情報共有訓練を含む各種戦術訓練を実施した。
現在は、第3護衛隊群第3護衛隊に所属し、定係港は舞鶴である。

### 歴代艦長
| 代         | 氏名       | 在任期間               | 出身校・期        | 前職                                              | 後職                                               | 備考     |
| 艤装員長   | 艤装員長   | 艤装員長               | 艤装員長          | 艤装員長                                          | 艤装員長                                           | 艤装員長 |
| ---------- | ---------- | ---------------------- | ----------------- | ------------------------------------------------- | -------------------------------------------------- | -------- |
|            | 舩渡 健    | 2005.8.24 - 2007.3.14  | 岐阜大・ 29期幹候 | 艦艇開発隊勤務                                    | あたご艦長                                         |          |
| あたご艦長 |            |                        |                   |                                                   |                                                    |          |
| 01         | 舩渡 健    | 2007.3.15 - 2008.3.27  | 岐阜大・ 29期幹候 | あたご艤装員長                                    | 護衛艦隊司令部付                                   |          |
| 02         | 清水博文   | 2008.3.28 - 2009.12.20 | 防大29期          | 第2護衛隊群司令部幕僚                             | 第1海上訓練支援隊司令                              |          |
| 03         | 大野敏弘   | 2009.12.21 - 2011.12.8 | 防大30期          | 海上幕僚監部指揮通信情報部 指揮通信課情報保証班長 | 第4護衛隊群司令部幕僚                              |          |
| 04         | 山脇 修    | 2011.12.9 - 2014.3.25  | 防大29期          | 艦艇開発隊開発部長                                | 統合幕僚監部防衛計画部計画課                       |          |
| 05         | 宇仁健一郎 | 2014.3.26 - 2015.11.26 | 防大34期          | 第4護衛隊群司令部首席幕僚                         | おうみ艦長                                         |          |
| 06         | 三浦則文   | 2015.11.27 - 2017.5.25 | 防大35期          | 海上幕僚監部防衛部装備体系課                      | 護衛艦隊司令部付 →2017.5.28 誘導武器教育訓練隊司令 |          |
| 07         | 大島信吾   | 2017.5.26 - 2019.2.14  | 防大37期          | 護衛艦隊司令部                                    | 自衛艦隊司令部                                     |          |
| 08         | 小城尚徳   | 2019.2.15 - 2020.7.21  | 防大38期          | システム通信隊群司令部首席幕僚                    | 護衛艦隊司令部勤務 →2020.12.11 かしま艦長          |          |
| 09         | 後藤正寛   | 2020.7.22 - 2022.11.30 | 防大39期          | 護衛艦隊司令部                                    | 第5護衛隊司令                                      |          |
| 10         | 今若充啓   | 2022.12.1 - 2024.7.31  |                   | 護衛艦隊司令部幕僚 兼 自衛艦隊司令部              | 呉地方総監部付                                     |          |
| 11         | 尾﨑元気   | 2024.8.1 -             | 防大44期          | 自衛艦隊司令部作戦分析主任幕僚                    |                                                    |          |

## 艦名
当初、艦名は部内応募により、旧海軍を代表する艦名として、「ながと」および「ゆきかぜ」が候補に挙がったが、「ながと」は、時期尚早と判断され見送られた。「ゆきかぜ」が落選した理由は不明。

## ギャラリー

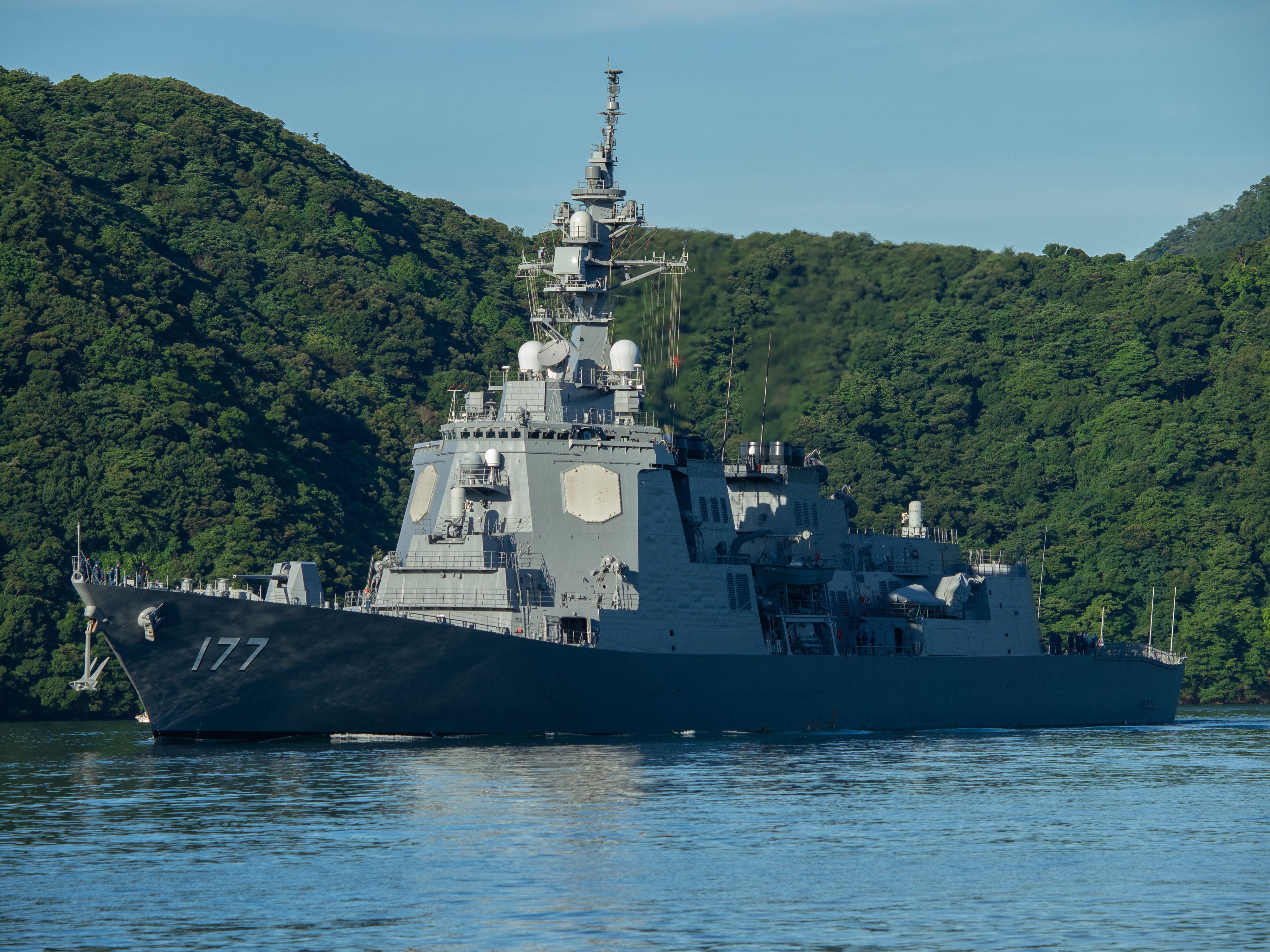
舞鶴湾航行中の「あたご」
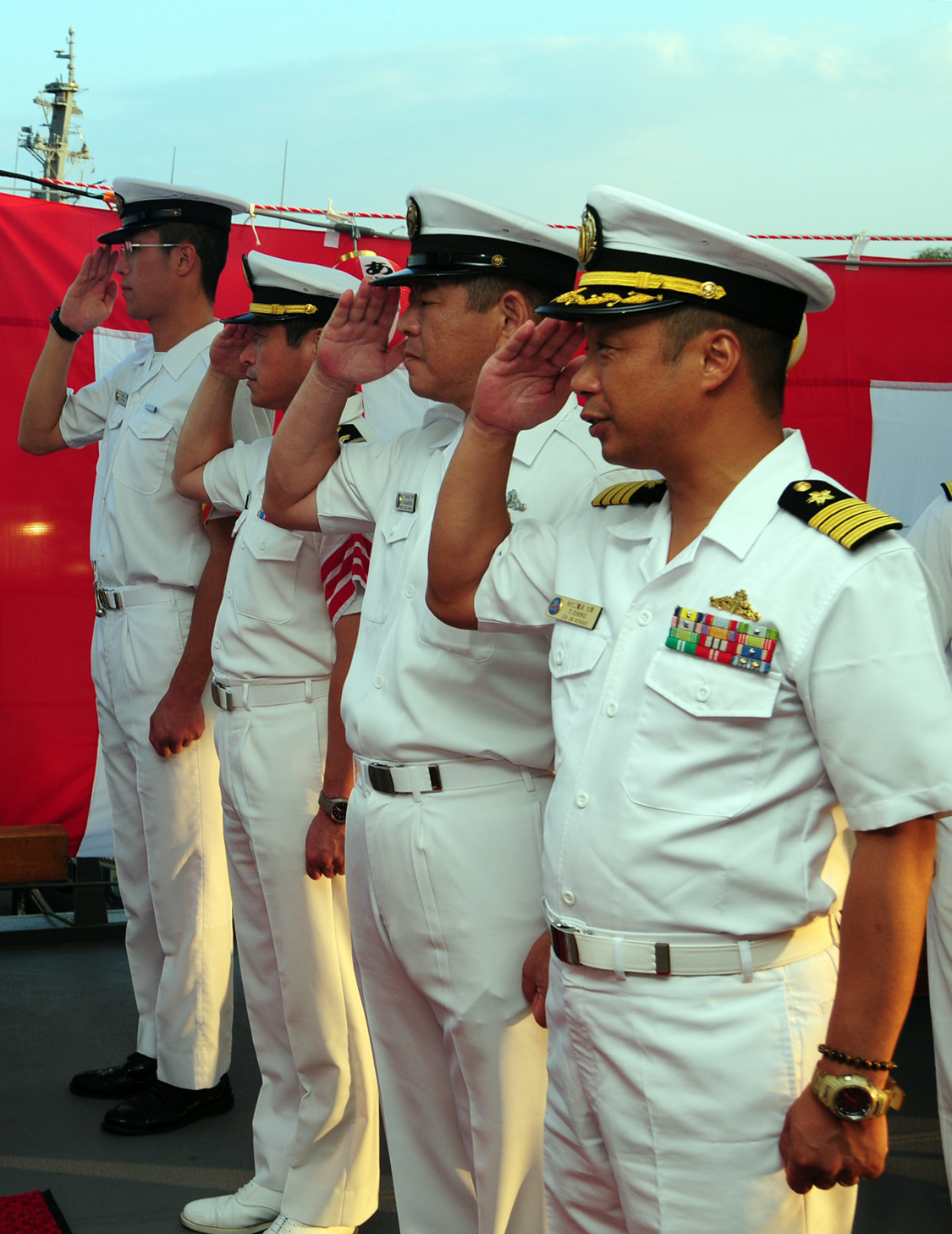
3代目艦長・大野1佐 （手前）
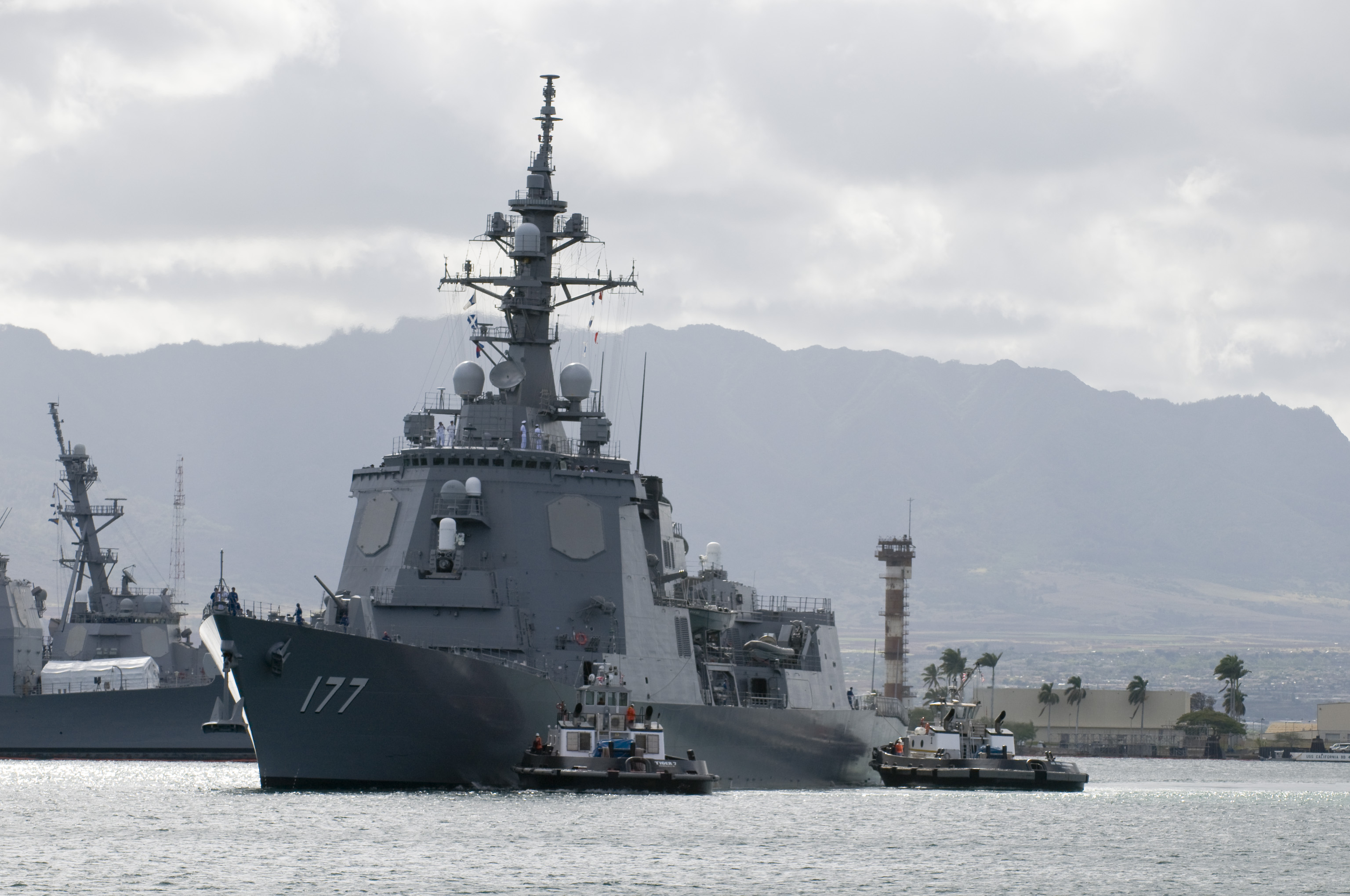
リムパック2010参加のため真珠湾に寄港する「あたご」
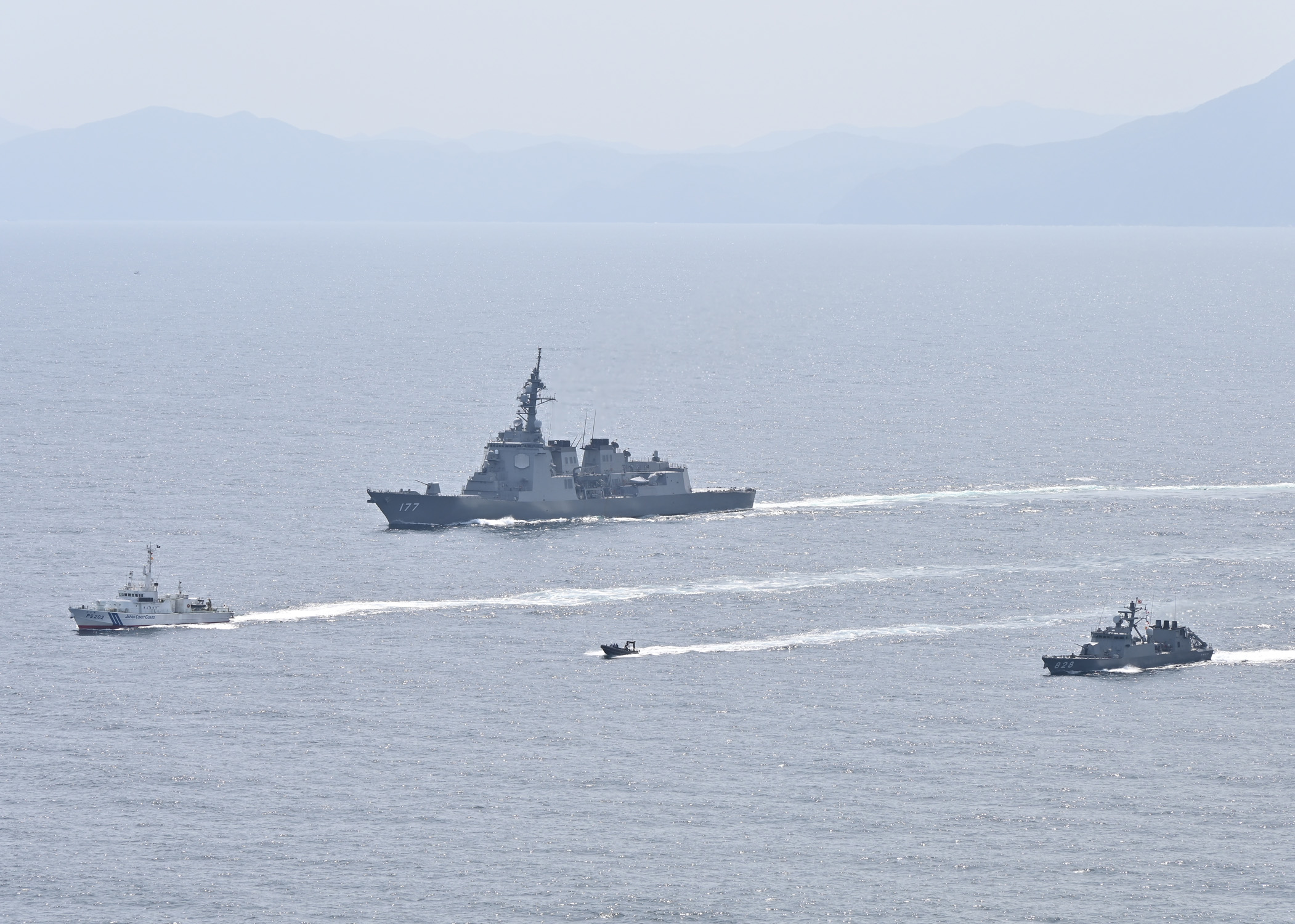
海上保安庁との共同訓練
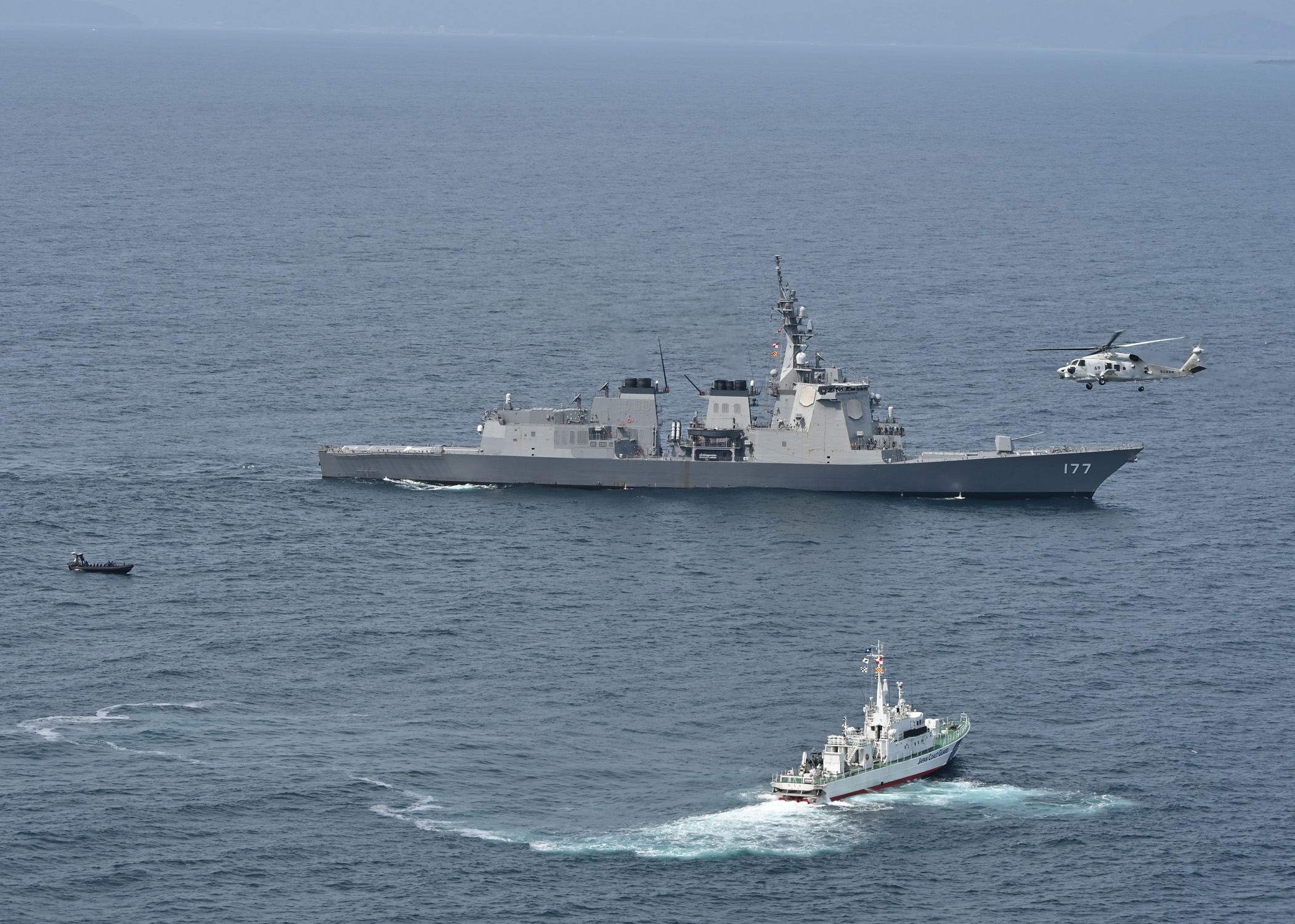
同左
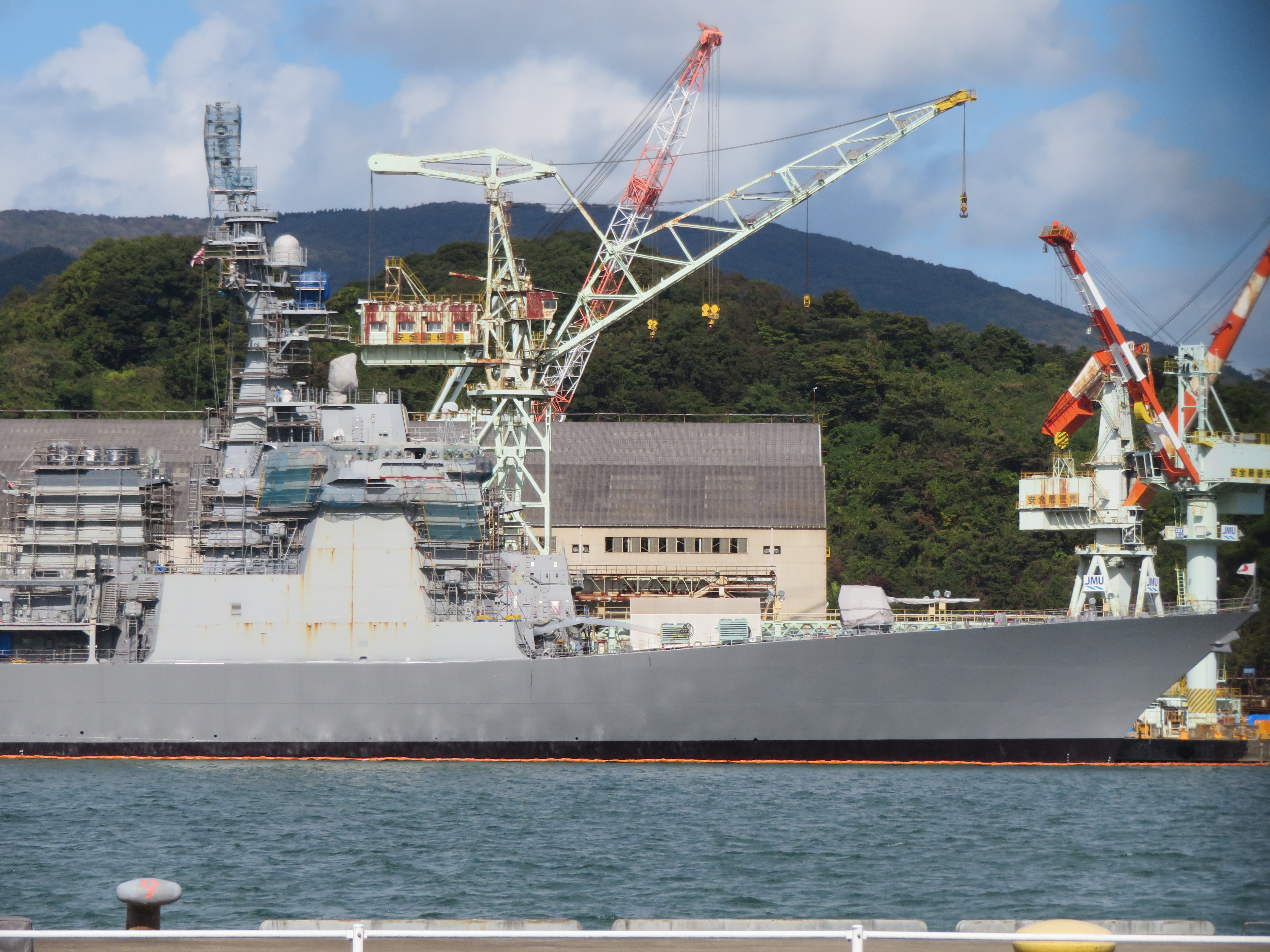
JMU舞鶴事業所にて工事中の「あたご」(2021.11.3)。CIWS等が取り外され、艦番号が消されている。
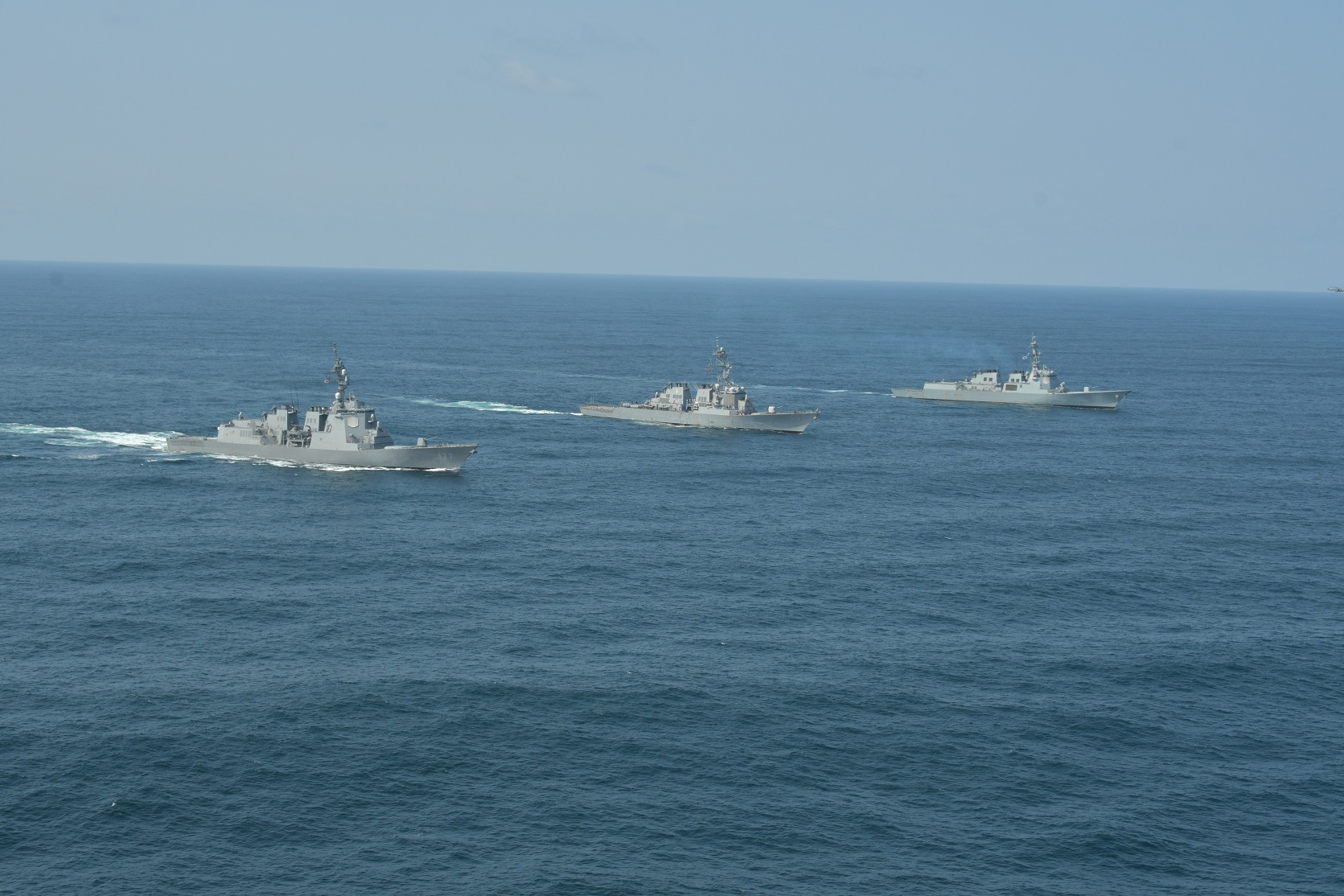
日米韓共同訓練を実施中の左から「あたご」、米駆逐艦「ベンフォールド」、韓国駆逐艦「ユルゴク・イ・イ」（2023.4.17）